# Gouvernorat d'Ismaïlia

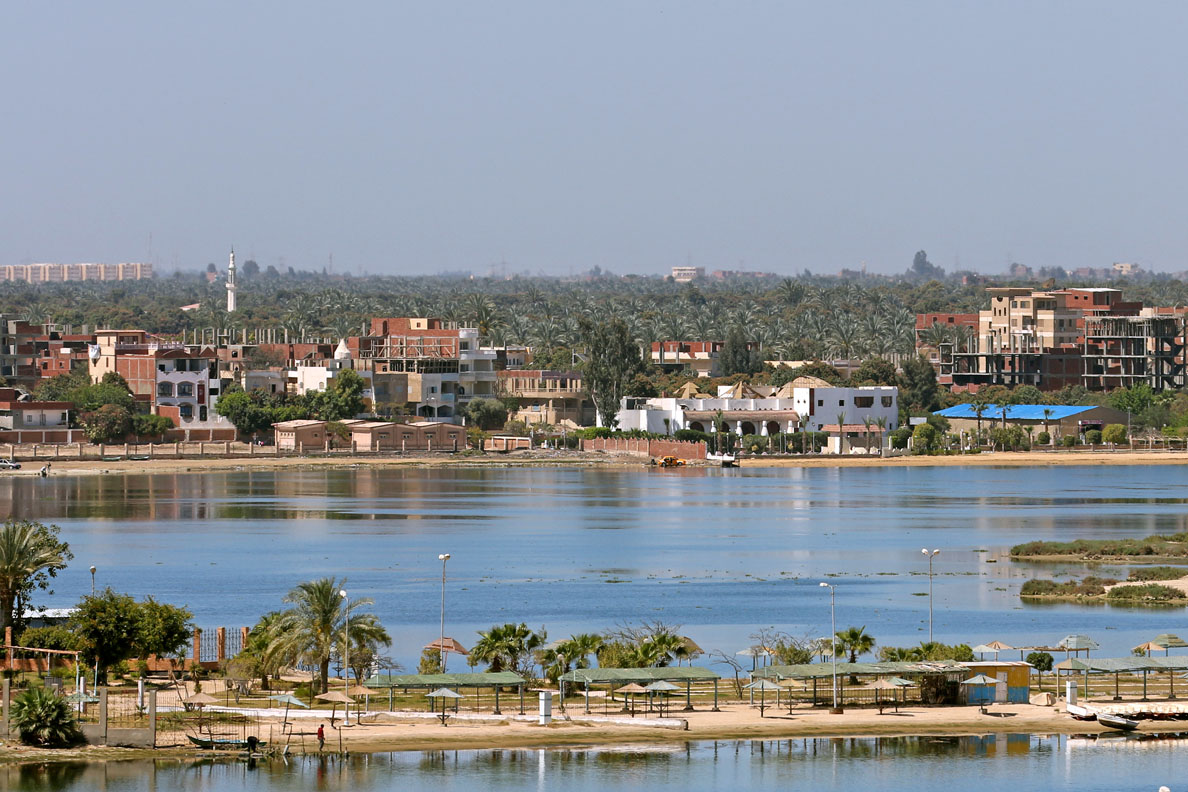
Gouvernorat d'Ismaïlia

Le gouvernorat d'Ismaïlia est un gouvernorat de l'Égypte. Il se situe dans le nord-est du pays, à cheval sur le canal de Suez. Sa capitale est Ismaïlia.